# Tabanera de Valdavia
Tabanera de Valdavia – gmina w Hiszpanii, w prowincji Palencia, w Kastylii i León, o powierzchni 21,53 km². W 2011 roku gmina liczyła 33 mieszkańców.